# Эйлер, Ганс
Ганс Генрих Эйлер (нем. Hans Heinrich Euler; 6 октября 1909, Мерано — 23 июня 1941, Азовское море) — немецкий физик-теоретик. Автор работ по квантовой электродинамике, физике элементарных частиц и физике космических лучей, известный прежде всего как один из авторов лагранжиана Гейзенберга — Эйлера.

## Биография
Ганс Эйлер родился в южнотирольском городе Мерано в семье художника. В 1914 году семья, в которой был и второй ребёнок (девочка по имени Марита), вернулась в родной город отца Дюссельдорф, где юный Ганс учился в гимназии принца Георга (Prinz-Georg-Gymnasium) и в 1928 году получил аттестат зрелости (Abitur). После года, проведённого на бременских верфях для получения необходимых средств и инженерных навыков, в 1929 году Эйлер поступил в Мюнхенский университет, чтобы изучать техническую физику. После двух семестров он перевёлся в Боннский университет, где сделал окончательный выбор в пользу теоретической физики, и зимой 1933/34 года оказался в Лейпцигском университете, одном из крупнейших центров физических исследований, где в то время работали Вернер Гейзенберг, Петер Дебай и Фридрих Хунд.
Осенью 1935 года Эйлер успешно защитил докторскую диссертацию «Рассеяние света на свете как следствие теории Дирака» (нем. Über die Streuung von Licht an Licht nach der Diracschen Theorie), выполненную под руководством Гейзенберга, с отличием сдал необходимые экзамены и в июне 1936 года был удостоен докторской степени. Чтобы обеспечивать семью после смерти отца, молодой учёный был вынужден сменить несколько временных работ и лишь осенью 1937 года (о причине задержки см ниже) получил оплачиваемое место в институте Гейзенберга. Уже в июне следующего года он представил работу «К дискуссии о хоффмановых вспышках и проникающей компоненте космического излучения» (нем. Zur Diskussion der Hoffmaunschen Stöße und der durchdringenden Komponente der kosmischen Strahlung) для прохождения процедуры хабилитации и с осени получил право преподавать в Лейпцигском университете.
Эйлер крайне отрицательно относился к нацистскому режиму, что отчасти было обусловлено личными мотивами. Этот «радикализм» не был секретом для окружающих. Так, он не раз отказывался вступать в какие-либо нацистские организации и посещать лагерь для будущих преподавателей, где проводилась их идеологическая обработка. По этой причине сразу после получения докторской степени Эйлер не был утверждён в качестве ассистента Гейзенберга; последнему в итоге потребовалось более года, чтобы добиться этого назначения. Перед хабилитацией Эйлер по совету своего руководителя всё-таки посетил лагерь для преподавателей. Вот как в своей автобиографической книге «Часть и целое» Гейзенберг писал об одном из своих самых близких молодых учеников:

Он сразу мне понравился не только своей одарённостью, далеко выходившей за средний уровень, но также и своим внешним обликом. Он выглядел более ранимым и чутким, чем большинство студентов, и на его лице — как раз когда он улыбался — можно было иногда заметить страдальческую чёрточку. У него было тонкое продолговатое лицо с впалыми щеками и высоким лбом, с белокурыми вьющимися волосами, и в его речи ощущалась напряжённая сосредоточенность, необычная для молодого человека… Его родители едва смогли наскрести средства на его обучение. Сам он был убеждённым коммунистом… Эйлер был обручён с молодой девушкой, которая из-за своего еврейского происхождения вынуждена была бежать из Германии и жила в Швейцарии. О людях, захвативших в 1933 году власть в Германии, он мог говорить только с отвращением.

Однако доказательств, что Эйлер придерживался коммунистических взглядов, не существует. По свидетельству его близкого друга Харальда Вергеланда, Эйлер не был «политически организован» и по своим убеждениям был скорее социал-демократом. После начала Второй мировой войны его поначалу не призывали в ряды вооружённых сил (по-видимому, по состоянию здоровья), однако в 1940 году, несмотря на возможность получить освобождение от военной службы для работы в урановом проекте, нацеленном на создание атомной бомбы для нацистской Германии, он записался добровольцем в авиацию. Как писал Гейзенберг, на этот шаг Эйлера толкнуло острое чувство безнадёжности; вот как он передаёт доводы своего младшего коллеги:

Вы знаете, что я это сделал не для того, чтобы бороться за победу. Ибо, во-первых, я не верю в возможность победы Гитлера, а во-вторых, победа национал-социалистской Германии была бы для меня так же ужасна, как и победа всякого агрессора. Развязный цинизм, с каким власть имущие нарушают ради своей выгоды все ими же провозглашённые принципы, не оставляет для меня больше никакой надежды… Если бы у меня ещё оставались какие-то надежды, я, наверное, и поступил бы по-другому. Но я так сильно ощущаю бессмысленность происходящего, что уже не могу набраться мужества для мыслей о будущем.

Эйлер прошёл обучение на бортового метеоролога и штурмана и служил в основном в Вене и Юго-Восточной Европе. После нападения Германии на СССР его подразделение было отправлено на Восточный фронт для проведения разведывательных полётов над Крымом и Азовским морем. Машина Эйлера была сбита в первом же полёте 23 июня 1941 года. В последующие годы семья молодого физика при поддержке Гейзенберга пыталась прояснить его судьбу, однако поиски ни к чему не привели.

## Научная деятельность
Научное наследие Эйлера включает 12 публикаций, написанных в течение шести последних лет жизни. В 1935 году в своей диссертации Эйлер исследовал важную в квантовой электродинамике задачу о рассеянии света на свете, поставленную Гейзенбергом и Дебаем. Эта работа, в которой принимал участие Бернхард Коккель (другой ученик Гейзенберга), стала одним из ранних предвестников теории перенормировки, однако сам эффект рассеяния света на свете, согласно расчётам, оказался чрезвычайно мал и недоступен для непосредственного экспериментального наблюдения. Годы спустя выяснилось, что при замене одного из взаимодействующих фотонов на виртуальный фотон кулоновского поля атомного ядра эффект проявляется как дельбрюковское рассеяние. Развивая свой подход, в 1936 году совместно с Гейзенбергом Эйлер опубликовал вывод лагранжиана Гейзенберга — Эйлера, который описывает нелинейные поправки к уравнениям Максвелла, учитывающие эффекты поляризации вакуума.
В сотрудничестве с Гейзенбергом Эйлер разработал ряд вопросов физики космических лучей. В частности, в 1938 году им удалось развить методы анализа данных о поглощении первичных (поступающих в атмосферу Земли из космоса) космических лучей в различных средах и оценить время жизни ({\displaystyle 2.7\times 10^{-6}} с) основной частицы «жёсткой» компоненты вторичного (образующегося в атмосфере при поглощении первичного излучения и наблюдаемого вблизи поверхности Земли) космического излучения. Этой частицей, которую в то время называли «мезоном» и ошибочно отождествляли с предсказанной Хидэки Юкавой частицей, по современным представлениям является мюон. В том же году Эйлер, работая в тесном контакте с экспериментатором Герхардом Хоффманом, проанализировал природу так называемых «хоффмановых вспышек» (нем. Hoffmannsche Stöße), ответственных за производство «жёсткой» компоненты космических лучей («мезонов»), и нашёл свидетельства в пользу гипотезы Гейзенберга об их «взрывном» (а не каскадном, как в широких атмосферных ливнях, производящих преимущественно электроны) происхождении.

## Список публикаций
- Euler H., Kockel B. Über die Streuung von Licht an Licht nach der Diracschen Theorie (нем.) // Naturwissenschaften. — 1935. — Bd. 23, Nr. 15. — S. 246–247. — doi:10.1007/BF01493898.
- Euler H. Über die Streuung von Licht an Licht nach der Diracschen Theorie (нем.) // Annalen der Physik. — 1936. — Bd. 418 (26), Nr. 5. — S. 398–448. — doi:10.1002/andp.19364180503.
- Heisenberg W., Euler H. Folgerungen aus der Diracschen Theorie des Positrons (нем.) // Zeitschrift für Physik. — 1936. — Bd. 98, Nr. 11—12. — S. 714–732. — doi:10.1007/BF01343663. — arXiv:physics/0605038.
- Euler H. Über die Wechselwirkung in den schweren Atomkernen (нем.) // Naturwissenschaften. — 1937. — Bd. 25, Nr. 13. — S. 201. — doi:10.1007/BF01796279.
- Euler H. Über die Art der Wechselwirkung in den schweren Atomkernen (нем.) // Zeitschrift für Physik. — 1937. — Bd. 105, Nr. 9—10. — S. 553–575. — doi:10.1007/BF01371561.
- Euler H. Zur Diskussion der Hoffmannschen Stöße und der durchdringenden Komponente in der Höhenstrahlung (нем.) // Naturwissenschaften. — 1938. — Bd. 26, Nr. 23. — S. 382–383. — doi:10.1007/BF01590595.
- Euler H. Die Erzeugung Hoffmaunscher Stöße durch Multiplikation (нем.) // Zeitschrift für Physik. — 1938. — Bd. 110, Nr. 7—8. — S. 450–472. — doi:10.1007/BF01343606.
- Euler H. Über die durchdringende Komponente der kosmischen Strahlung und die von ihr erzeugten Hoffmannschen Stöße (нем.) // Zeitschrift für Physik. — 1938. — Bd. 110, Nr. 11—12. — S. 692–716. — doi:10.1007/BF01339951.
- Euler H., Heisenberg W. Theoretische Gesichtspunkte zur Deutung der kosmischen Strahlung (нем.) // Ergebnisse der exakten Naturwissenschaften. — 1938. — Bd. 17. — S. 1–69. — doi:10.1007/BFb0112095. В русском переводе:
  - Гейзенберг В., Эйлер Г. К теории космического излучения. I // УФН. — 1939. — Т. 21, вып. 2. — С. 130—161. — doi:10.3367/UFNr.0021.193902d.0130.
  - Гейзенберг В., Эйлер Г. К теории космического излучения. II // УФН. — 1939. — Т. 21, вып. 3. — С. 261—300. — doi:10.3367/UFNr.0021.193903b.0261.
- Euler H., Wergeland H. Über die ausgedehnten Schauer der kosmischen Strahlung in der Luft (нем.) // Naturwissenschaften. — 1939. — Bd. 27, Nr. 28. — S. 484–485. — doi:10.1007/BF01489233.
- Euler H. Über die Beobachtung von Luftschauern und Kernzertrümmerungen der kosmischen Strahlung in der Ionisationskammer (нем.) // Zeitschrift für Physik. — 1940. — Bd. 116, Nr. 1—2. — S. 73–104. — doi:10.1007/BF01611493.
- Euler H. Über die Beobachtung von Luftschauern und Kernzertrümmerungen der kosmischen Strahlung in der Ionisationskammer (нем.) // Naturwissenschaften. — 1940. — Bd. 28, Nr. 9. — S. 141–142. — doi:10.1007/BF01481149.